# Râle à poitrine grise
Lewinia pectoralis
Espèce
Statut de conservation UICN

 LC  : Préoccupation mineure
Le Râle à poitrine grise (Lewinia pectoralis) est une espèce d'oiseaux de la famille des Rallidae.
Son nom binomial commémore le naturaliste et illustrateur britannique John William Lewin (1747-1795).

## Répartition
Son aire s'étend à travers l'île de Florès, les zones montagneuses de Nouvelle-Guinée et l'Est de l'Australie.